# Municipio de Mountain (condado de Polk)
El municipio de Mountain (en inglés: Mountain Township) es un municipio ubicado en el condado de Polk en el estado estadounidense de Arkansas. En el año 2010 tenía una población de 670 habitantes y una densidad poblacional de 3,87 personas por km².

## Geografía
El municipio de Mountain se encuentra ubicado en las coordenadas 34°38′14″N 94°0′16″O / 34.63722, -94.00444. Según la Oficina del Censo de los Estados Unidos, el municipio tiene una superficie total de 173.1 km², de la cual 172,26 km² corresponden a tierra firme y (0,48 %) 0,84 km² es agua.

## Demografía
Según el censo de 2010, había 670 personas residiendo en el municipio de Mountain. La densidad de población era de 3,87 hab./km². De los 670 habitantes, el municipio de Mountain estaba compuesto por el 95,37 % blancos, el 0,9 % eran amerindios, el 0,45 % eran asiáticos y el 3,28 % eran de una mezcla de razas. Del total de la población el 1,64 % eran hispanos o latinos de cualquier raza.